# Ruchy statku na fali

Ruchy statku:
1 - nurzanie;
2 - kołysanie burtowe;
3 - kołysanie postępowe;
4 - myszkowanie;
5 - kiwanie;
6 - kołysanie.

Ruchy statku na fali – połączone działanie sił o rozmaitej naturze - aerodynamicznych, hydrodynamicznych, grawitacyjnych, bezwładnościowych i wypornościowych sprawia, że poruszający się na wzburzonych falach statek wykonuje mniej lub bardziej gwałtowne ruchy. Można je podzielić na sześć kategorii: trzy z nich są oscylacyjnymi obrotami wokół trzech osi, pozostałe trzy - ruchami postępowymi.
Ruchy postępowe (liniowe):
- nurzanie (kołysanie pionowe) (ang. heaving);
- kołysanie burtowe, kołysanie boczne (ang. swaying);
- kołysanie postępowe (ang. surging).

Ruchy kątowe:
- myszkowanie (ang. yawing): polega na schodzeniu z obranego kursu na boki. Jest wynikiem ruchów oscylacyjnych statku wokół osi pionowej. Utrudnia kierowania jednostką i może wydłużyć przebywaną drogę, a tym samym zmniejszyć prędkość podróżną i zwiększyć ogólne zużycie paliwa;
- kiwanie (kołysanie wzdłużne, ang. pitching);
- kołysanie (kołysanie boczne, ang. rolling).